# Val Bregaglia
Le val Bregaglia (toponyme italien ; Val Bregaia en dialecte chiavennasco ; Val Bargiaglia en romanche ; Bergell en allemand) est une vallée alpine de Suisse et d'Italie au fond de laquelle coule la Mera.
La majeure partie de la vallée se situe dans le district de Maloja dans le canton des Grisons et la partie inférieure dans la province de Sondrio en Italie. La vallée comprend les anciennes communes suisses de Vicosoprano, Stampa, Bondo, Soglio et Castasegna (maintenant regroupées dans la commune de Bregaglia), et les municipalités italiennes de Villa di Chiavenna, Piuro et Chiavenna.
La partie suisse de la vallée est habitée par les descendants de protestants italiens venus en Suisse au milieu du XVIe siècle pour éviter les persécutions de l'Inquisition, et aujourd'hui environ 75 % de la population est protestante. Le dialecte local est une variante du lombard avec des similitudes avec les dialectes voisins du romanche.
Parfois, seule la partie suisse de la vallée prend le nom de val Bregaglia et la partie italienne est rattachée au val Chiavenna.

## Toponymie
Certains érudits, dont E. Dubois et James S. Reid, affirment que la vallée tire son nom de la tribu alpine Bergalei qui l'habitait, un nom autrement perdu à l'exception d'une mention sur la Tabula Clesiana, une plaque romaine,. Par ailleurs, les documents du XVIIIe siècle font dériver le lombard moderne Bregaglia du latin moyen Pregallia (« pré-gaule, Gaule antérieure »). Le nom latin Pregallia a été utilisé pour désigner la vallée depuis au moins le XIIIe siècle.

## Géographie

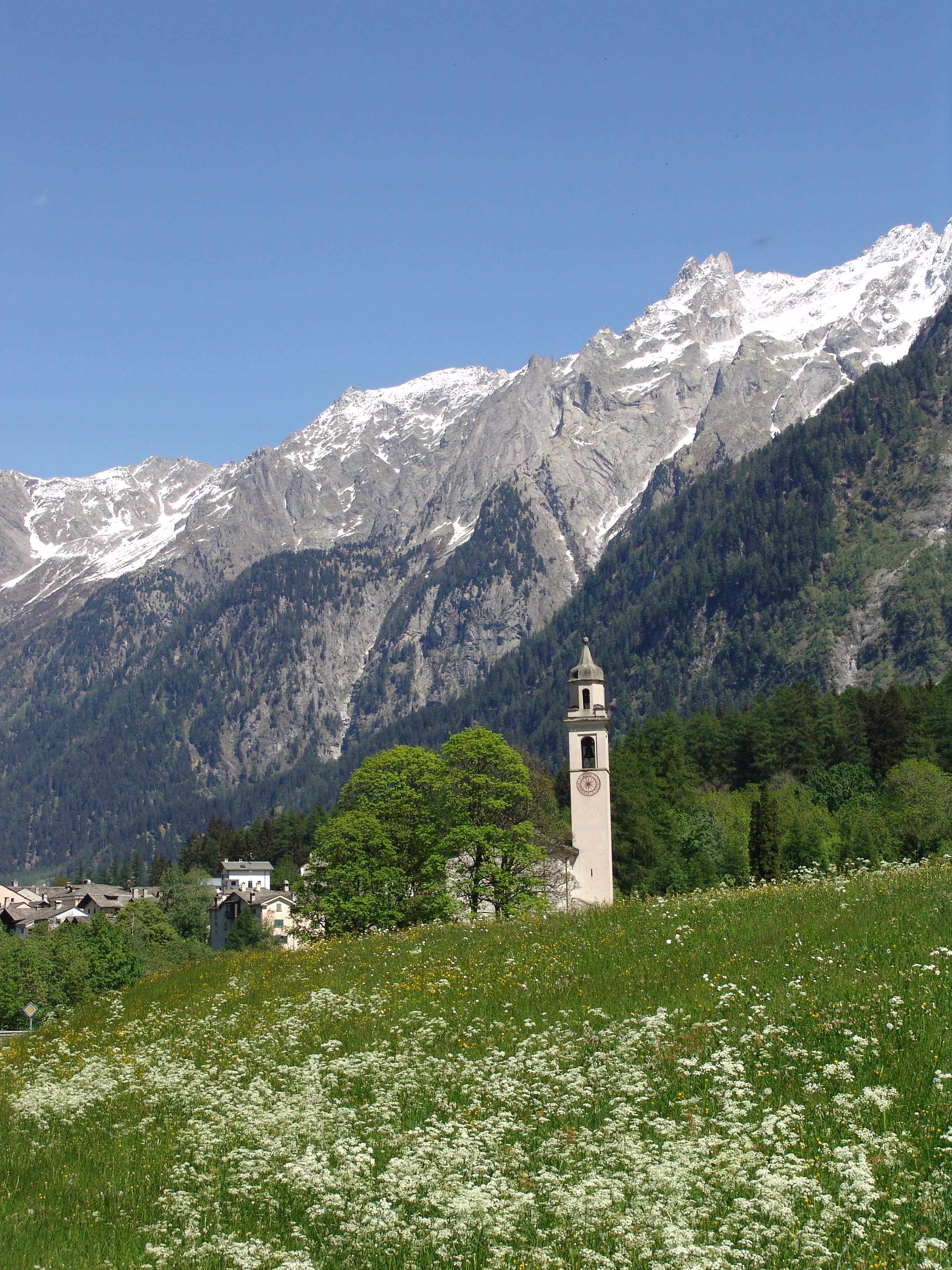
Col de la Maloja.

La vallée commence au col de la Maloja (1 815 m) qui la relie à l'Engadine (la vallée de l'Inn qui fait partie du bassin du Danube), de Sils im Engadin/Segl à Vicosoprano. La rivière Orlegna s'écoule vers l'ouest et rejoint la rivière Mera à Chiavenna ; peu après, la Mera rejoint le Liro et bifurque au sud vers le lac de Côme. De Chiavenna à Maloja, sur une distance de 32 km, la vallée culmine à 1 482 m.
La vallée descend en trois paliers depuis le col de la Maloja : d'abord jusqu'à la plaine de Casaccia, qui permet en même temps d'accéder au col du Septimer, puis au fond de la vallée à Vicosoprano et Stampa. Au-dessous de Stampa se trouve la Porta fortifiée, qui divise la vallée en deux sections Sopraporta et Sottoporta. Le village de Soglio est situé sur une terrasse au nord de la Sottoporta.
La partie supérieure, la Sopraporta, est encore caractérisée par des mélèzes alpins, qui peuvent former des peuplement purs comme espèce pionnière près d'éboulis ou de moraines. Dans la Sottoporta se trouvent en revanche des forêts de châtaigniers,, des forêts secondaires de robiniers (Robinion) et quelques Arecaceae[réf. nécessaire].
Le val Bregaglia est profondément coupé entre les Alpes du Bregaglia au sud et les Alpes rhétiques au nord. Le sillon de la vallée se situe entre deux crêtes montagneuses au tracé assez linéaire et assez défini : sur la droite hydrographique, la crête du Piz Lunghin-Piz Duan-Pizzo Galleggione, qui la sépare du val d'Avers ; sur la gauche hydrographique, la crête des montagnes du val Bregaglia, au-delà de laquelle se trouve le bassin du Val Masino. Les trois principales vallées latérales de la Bregaglia s'y développent : à droite le val Maroz, qui part du fond de la vallée près de la ville de Casaccia et est coincé entre la masse du Piz Duan (3 131 m), le plus haut sommet de ce côté, et la crête des monts Avers ; à gauche le val d'Albigna, largement occupé par un grand bassin artificiel, et le val Bondasca, qui pénètre entre les chaînes de montagnes de Sciore et Pizzo Cengalo-Pizzo Badile, dominé par les imposantes parois nord de nombreuses et historiques courses d'alpinisme : le plus haut sommet inclus dans le bassin de Bregaglia est le Pizzo Cengalo à 3 367 m.
Hydrographiquement, également la Valle del Forno, qui du col de Maloja se dirige vers le col de Muretto, au-delà duquel il y a le Valmalenco, et les sommets les plus à l'est du Masino, doit être considérée comme faisant partie du bassin (gauche) du val Bregaglia, cependant, il est plus souvent désigné comme faisant partie géographiquement de l'Engadine.
Les sources de trois bassins importants ont leur origine dans cette vallée : le Rhin (à travers l'Averser Rhein) qui se jette dans la mer du Nord, l'Inn, qui se jette dans le Danube près de Passau, et les rivières Mera et Adda, qui se déversent dans le Pô.

### Liste des villes et villages
Les localités de la vallée, classées d'est en ouest, sont :
Suisse
- Sopraporta
  - Cavril
  - Casaccia
  - Löbbia
  - Röivan
  - Pranzaira
  - Vicosoprano
  - Borgonovo
  - Stampa
  - Coltura
- Sottoporta
  - Promontogno
  - Bondo
  - Soglio
  - Castasegna

Toutes ces localités sont comprises dans la commune de Bregaglia ; au total, les habitants de la vallée dans sa partie suisse sont environ 1 200.
Italie
- Villa di Chiavenna
- Ponteggia (Villa di Chiavenna)
- Santa Croce (Piuro)
- Borgonuovo (Piuro)
- Prosto (Piuro)
- Campedello (Chiavenna)
- San Carlo (Chiavenna)
- Chiavenna

Au total, les habitants de cette partie de la vallée sont environ 3 500.

## Histoire

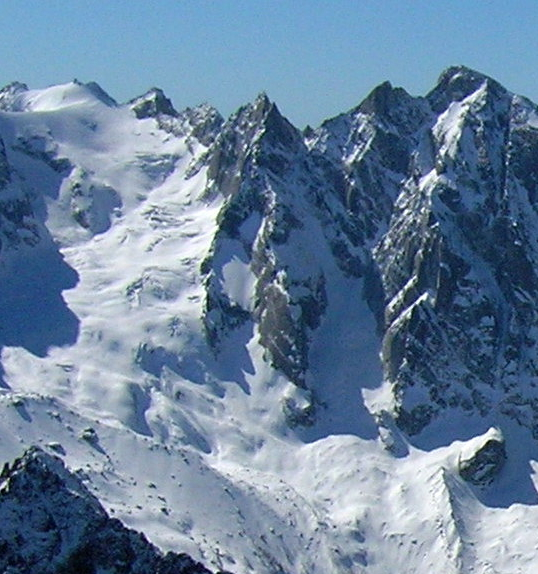
Piz Gemelli.

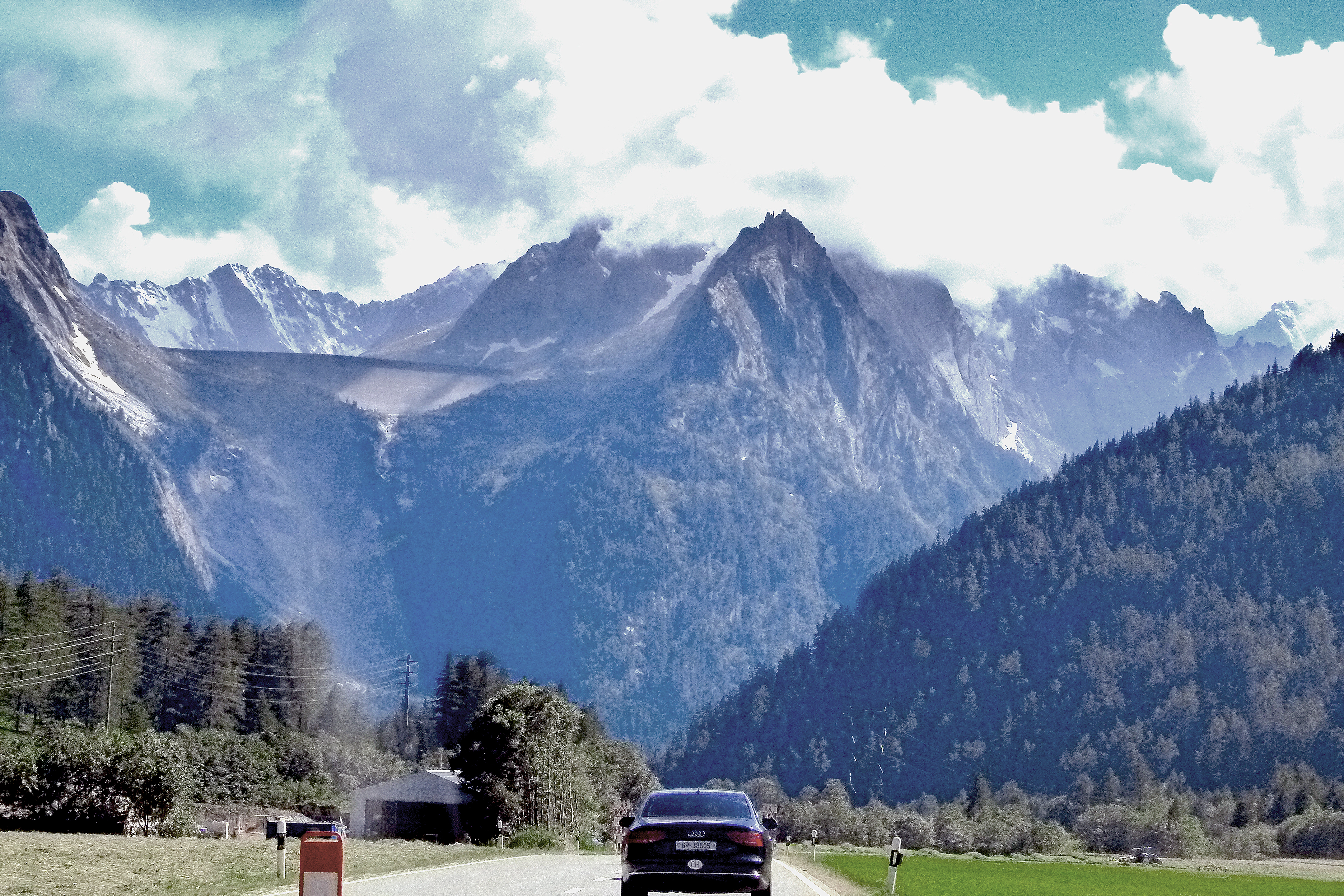
Col de la Maloja.

### Domination romaine
Il existe des preuves d'une colonie préhistorique au sommet d'une colline dans le val Bregaglia.
Le val Bregaglia est passé dès 100 avant J.-C. sous la domination romaine et est dès 46 après J.-C. connu comme Bergale. Il est d'abord attribué à la préfecture de Côme, puis après 350 il est incorporé à la province de la Rhétie. Au IVe siècle, la christianisation est réalisée par Gaudence de Brescia (Gaudentius) qui trouve la protection des ariens dans le val Bregaglia. L'église San Gaudenzio au-dessus de Casaccia lui est dédiée. Une tour de guet romaine tardive et un autel de Mercure se trouvaient sur le Crep da Caslacc au-dessus de Vicosoprano. Une station romaine appelée Murus a été fouillée près du château de Castelmur, et des pièces de monnaie ont été découverts à Malögin sur le chemin du Col du Septimer.
Entre Casaccia et Vicosoprano, les restes d'une route romaine ondulent à flanc de coteau à côté de la route moderne en larges méandres. Les Romains ont construit cette route qui conduisait soit au col du Septimer, soit au col du Julier. Le revêtement de pierres remonte à 1387, la chaussée a été restaurée pour les pèlerins en direction de Rome. Le relais romain de Muro (le nom actuel du village est Promontogno), situé au sud de la rivière Maira, permettait de se reposer et changer de monture après le passage d'un col. L'ancienne voie romaine grimpe par-dessus les éperons rocheux en direction de la route Maloja-Julier. Elle relie Promontogno à Soglio. La route la plus étroite remonte aux temps préhistoriques, le passage en hauteur évitant les crues et les avalanches. Les Romains ont construit une route plus large à destination des chars sur le versant sud plus exposé. Les restes de chemins romains sont utilisés pour les randonnées jusqu'à Stampa.

### Moyen Âge
En 488, le val Bregaglia passe sous la domination du royaume ostrogoth, en 568 sous celle des Lombards et en 803 sous celle du comté de Côme. À l'époque de la division carolingienne de l'empire, vers 840, le val Bregaglia est intégré au Raetia Curiensis, le Loverobach en étant la frontière sud. Otton Ier l'offre en cadeau en 960 à l'évêque de Coire, qui prend ainsi le contrôle du col du Septimer et du col du Julier. À cette époque, le val Bregaglia est une communauté avec des droits de liberté étendus. L'expansion de l'État a déjà avancé vers 1100. Alors que les industries des transports et de la châtaigne sont d'une grande importance économique, l'ouverture de la route du col du Saint-Gothard affecte l'industrie des transports et entraîne un virage vers l'agriculture. Le plateau autour de Maloja, les alpages d'Avers et du val Madris sont aménagés. Les propriétaires terriens sont les familles ministérielles de Salis, Planta, Prevost, Castelmur, Stampa et l'évêque de Coire. La fortification de Castelmur est construite contre Côme, qui a occupé la porte inférieure vers 1219.

### Renaissance

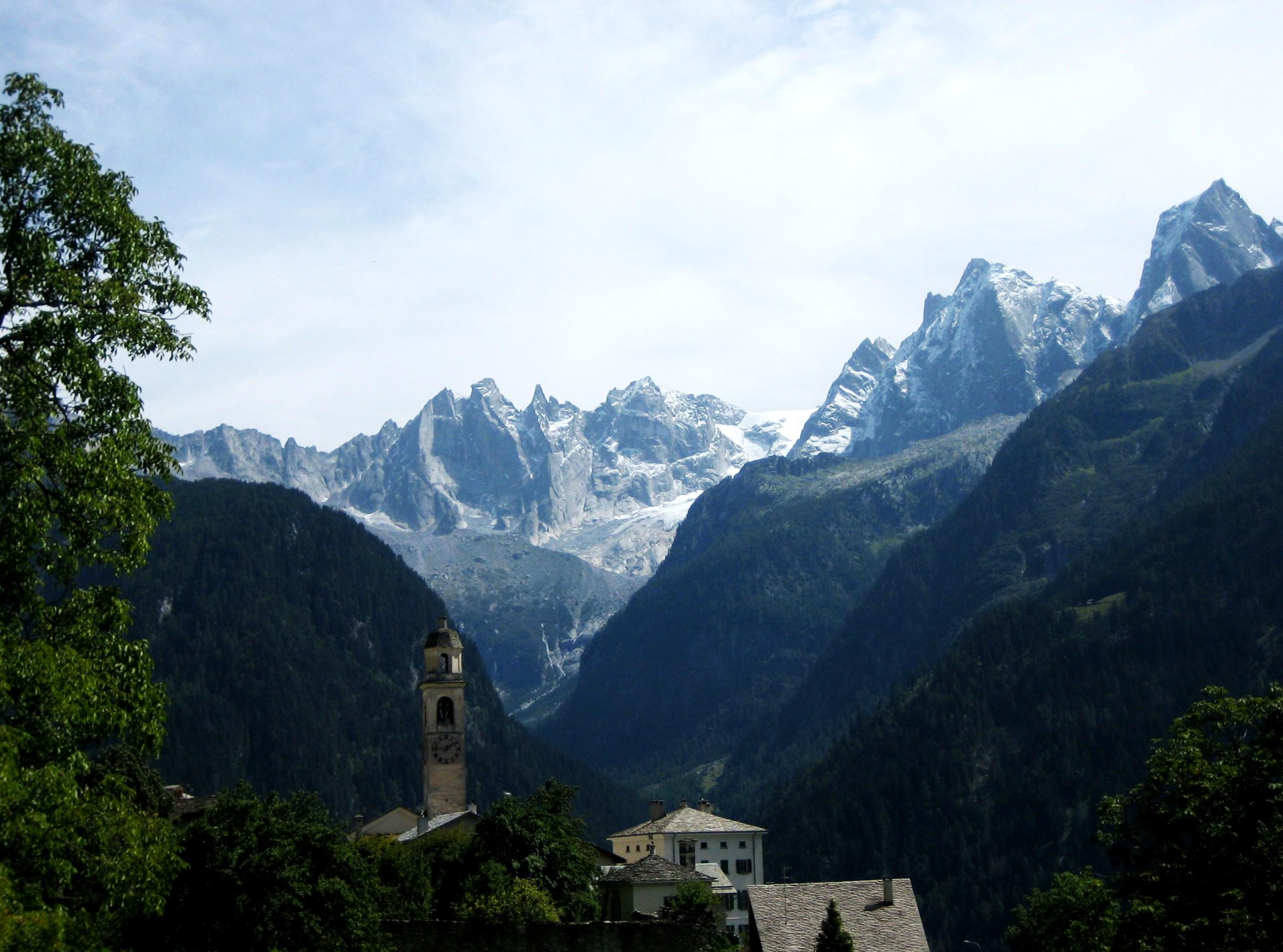
Val Bregaglia.

Partie du patrimoine de la Maison de Habsbourg d'Autriche jusqu'en 1367, la vallée fait ensuite partie en tant que haute cour de la Ligue de la Maison-Dieu contre les Habsbourg, Ligue qui en 1498 fait partie des Grisons, canton allié à la Confédération suisse. L'évêque de Coire conserve les douanes et la taxe militaire ; il  choisit le podestat et le gouverneur sur proposition de trois hommes. En 1387, il fait construire une route goudronnée de Tinizong sur le col du Septimer jusqu'à Piuro. En 1474, Unterporta se voit attribuer son propre tribunal et en 1489 une juridiction civile restreinte. À partir de 1496, le podestat est élu par huit électeurs et un notaire d'Unter- et d'Obporta. Toute la vallée est subordonnée à un seul pasteur, désigné par l'évêque de Coire, qui réside dans l'église principale de Nossa Donna Castelmur au château de Castelmur. Vers 1520, neuf prêtres sont installés dans la vallée, chacun étant aidé par un aumônier qui s'occupe de la communauté.
En 1524, les trois ligues fusionnent pour former l'État libre, et le val Bregaglia est libéré de tous les droits féodaux épiscopaux en 1526. En 1535, un nouvel ordre règle le pouvoir judiciaire : le tribunal pénal pour toute la vallée se réunit désormais à Vicosoprano, le tribunal civil pour Unterporta à Soglio. Avec l'introduction de la Réforme dans l'Obporta, l'évêque de Coire perd  également ses droits ecclésiastiques à partir de 1532. Les « hérétiques » italiens qui ont échappé à l'Inquisition introduisent les idées de la Réforme protestante dans la vallée. Le premier réformateur du val Bregaglia est Bartolomeo Maturo, ancien prieur du monastère dominicain de Crémone. Son travail ne rencontre pas un franc succès. En 1546, l'italien devient la langue officielle, ce qui favorise l'indépendance politique. En 1550, l'ancien évêque catholique de Koper, Pier Paolo Vergerio, devient pasteur réformé à Vicosoprano. Avec ses sermons, il promeut et consolide la nouvelle foi évangélique parmi les habitants de la vallée. Dès 1553, il s'installe à Tübingen afin d'exercer un champ d'activité plus large en tant que diplomate auprès du duc de Wurtemberg. En 1552, la Réforme est également introduite dans la basse vallée ; ici aussi les réfugiés évangéliques d'Italie qui ont dû quitter leur pays jouent un rôle clé,,.

### Époque moderne
Le 4 septembre 1618, un grave glissement de terrain se produit dans le bas de la vallée. À la suite de l'extraction de la stéatite, de grandes masses rocheuses se sont détachées du Monte Conto, qui ont enseveli sous la roche la petite ville de Piuro (Plurs), à l'époque l'endroit le plus riche des Grisons, ainsi que le village en amont de Scilano (Schilan). Le commissaire de Chiavenna, porte-parole de Fortunat Sprecher von Bernegg, nomme 930 victimes dans son deuxième rapport au gouvernement des Grisons à Coire. Un contemporain, l'historien Benedetto Parravicini, augmente le nombre estimé de 300 à 1 200 au total.
Les tentatives de Contre-Réforme des Dominicains et des Jésuites, sous la protection de la famille Salis, échouent, tout comme celles en 1622 des Frères mineurs capucins sous la protection des troupes papales. La population de la vallée connait des moments difficiles pendant les Troubles des Grisons, lors de la dévastation des troupes espagnoles en 1621.
Avec la perte de la Valteline en 1798, la partie suisse du val Bregaglia devient une région périphérique pour les Grisons et l'italien une langue minoritaire. De 1798 à 1815, la vallée fait partie de la République helvétique et à partir de 1815, de la Suisse dont elle suit l'histoire.
En 1827-1828, la route du col de la Maloja est construite, ce qui en 1834-1840 conduit à l'abandon du chemin muletier sur le col du Septimer.
L'ancienne Haute cour du val Bregaglia est rattachée au district de Maloja depuis 1851. En 1803, le val Bregaglia suisse compte encore 2 170 habitants, depuis lors, il subit une forte migration : en 1990, 1 434 personnes y vivaient. L'agriculture de montagne a également perdu de son importance, l'utilisation de l'hydroélectricité et du tourisme a apporté de l'argent et de nouveaux emplois à la vallée.
Jusqu'en 2009, le val Bregaglia suisse se compose des communes de Bondo, Castasegna, Soglio, Stampa et Vicosoprano, qui fusionnent ensuite pour former la commune de Bregaglia. Le val Bregaglia fait partie de la région de Maloja depuis 2016.
Le 23 août 2017, le val Bondasca, une vallée latérale, subit le pire glissement de terrain des Grisons depuis des décennies, faisant huit morts.

### Val Bregaglia italien
D'abord partie du duché de Milan, elle fait partie des Grisons de 1512 à 1797 avec la Valteline ; de 1797 à 1802, elle fait partie de la République cisalpine napoléonienne, puis de 1802 à 1805 de la République italienne napoléonienne. Elle fait ensuite partie du royaume d'Italie, de 1815 à 1859, du royaume de Lombardie-Vénétie autrichien, de 1859 à 1861, du royaume de Sardaigne (1720-1861), de 1861 à 1943, du royaume d'Italie, de 1943 à 1945, de la République sociale italienne ; après la Libération elle suit l'histoire de l'Italie.

## Religion
La partie suisse est majoritairement évangélique protestante depuis la réforme de 1522, tandis que la partie italienne est restée catholique.

## Langues
La langue officielle de la vallée est l'italien. Le dialecte local, le « Bargaiot ou Bregagliot » est une langue aux influences partagées entre le lombard alpin (plus important dans la vallée) et la langue romanche telle qu'elle est parlée dans la Haute-Engadine voisine, avec quelques emprunts à l'allemand. Sopraporta, Sottoporta et Soglio ont chacun leur propre sous-dialecte.
Au XIXe siècle, la décision d'utiliser l'italien comme langue officielle peut être attribuée aux réfugiés religieux du nord de l'Italie qui ont introduit la Réforme protestante dans le val Bregaglia au XVIe siècle et prêché en italien. Pier Paolo Vergerio, en particulier, est considéré comme le réformateur du val.

## Activités

### Énergie hydroélectrique

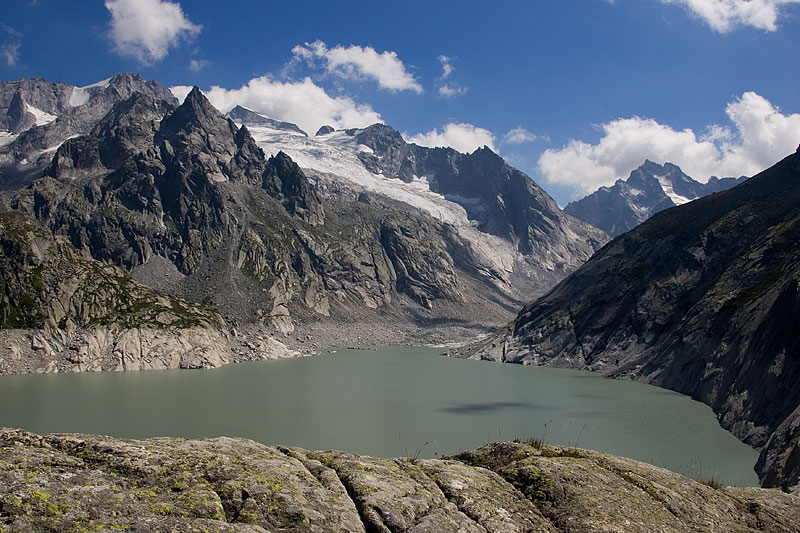
Lac artificiel d'Albigna.

Elektrizitätswerk der Stadt Zürich (EWZ), la compagnie d'électricité de la ville de Zurich, exploite par concession trois centrales hydroélectriques dans la vallée à Vicosoprano, Bondo et Castasegna. Le projet hydroélectrique de Vicosoprano a été réalisé en endiguant la rivière Albigna, formant le lac Albigna, pour produire de l'électricité en utilisant le deuxième niveau de la vallée. Situé à environ 1 000 m au-dessus de la ville et en retrait, le site est accessible par l'Albignna Bahn, un téléphérique exploité par EWZ.

### Tourisme

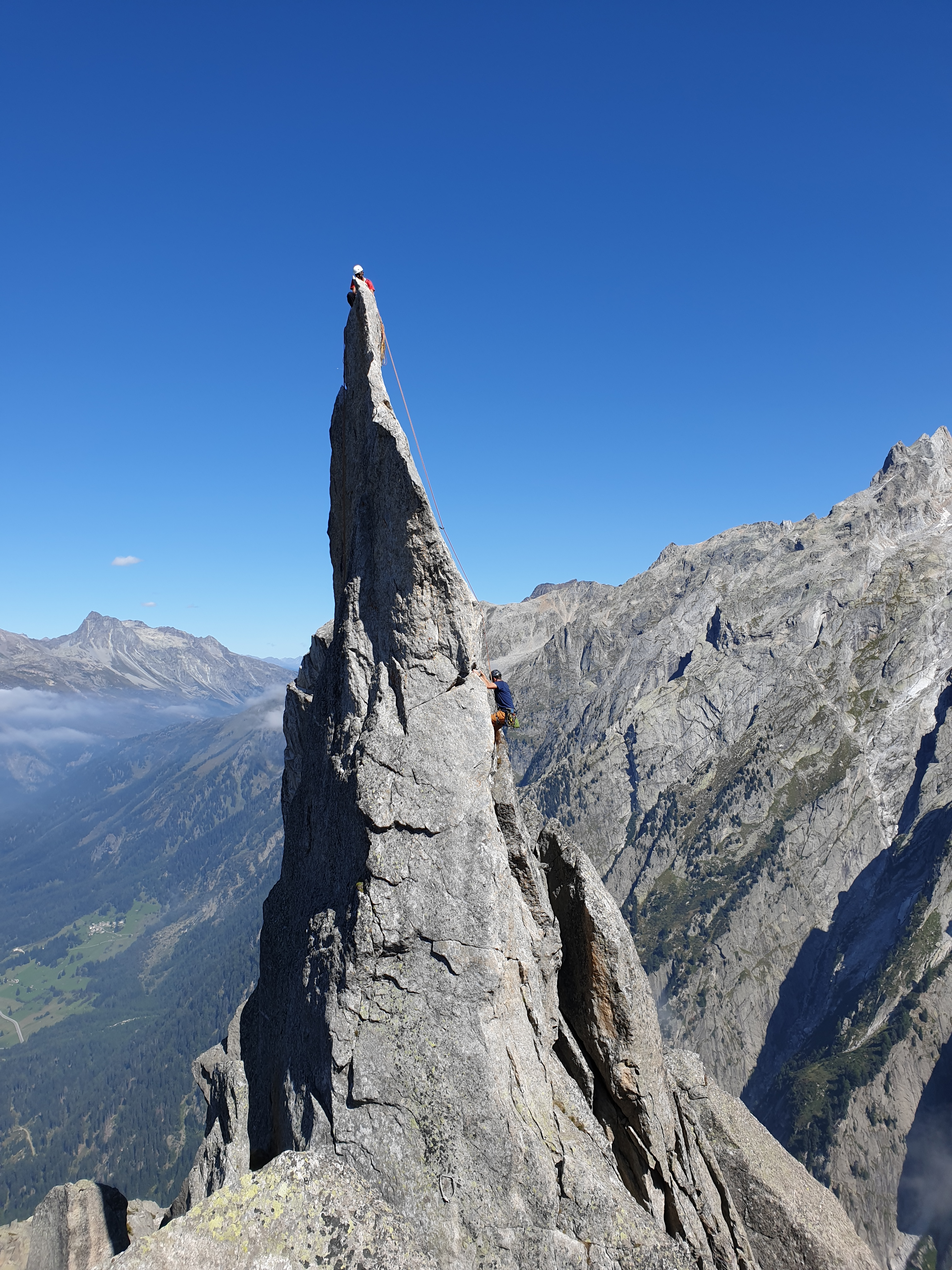
Alpinistes sur la Fiamma.

Des sentiers de randonnée pédestre balisés de la Via Bregaglia traversent la vallée.
Les montagnes au sud du val Bregaglia sont particulièrement appréciées des grimpeurs dont la Fiamma est le symbole.

### Protection environnementale
Une surface de 108 km2 de la vallée est identifiée comme une zone importante pour la conservation des oiseaux par Birdlife International.
Plusieurs localités ou sites de la commune de Bregaglia sont inscrites au titre de l’Ordonnance sur la protection des zones alluviales d’importance nationale : Borgonovo-Stampa-Campac, Cavril, Isola/Plan Grand (en partie aussi sur Sils im Engadin/Segl), les glaciers Vadrec da la Bondasca, Vadrec del Forno et Vadrec da Fedoz, Aua da Fedoz.

## Culture

### Églises

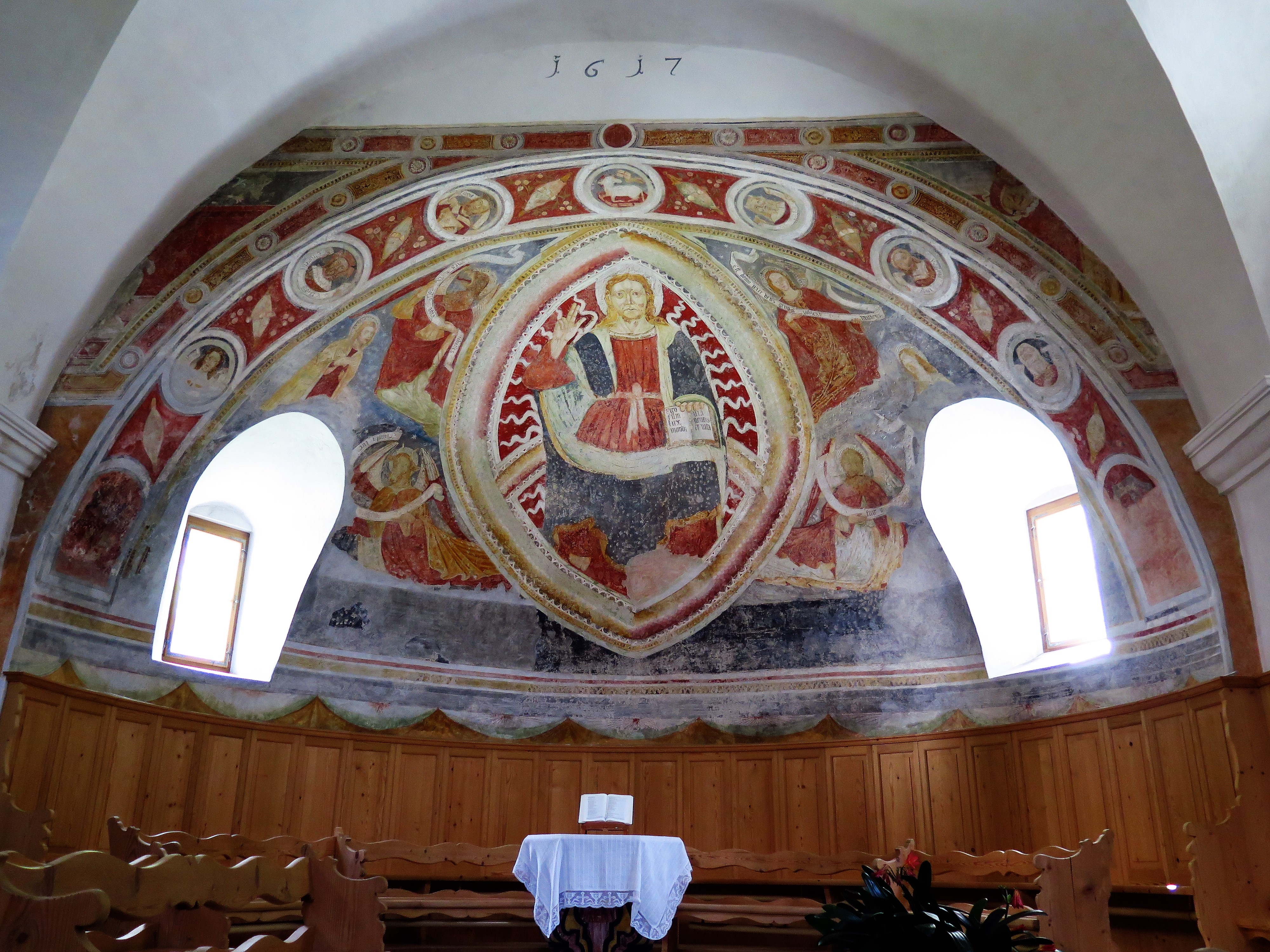
Bondo, fresques de l'église San Martino.

Près de Promontogno se trouve l'église Nossa Donna Castelmur, où furent enterrés les barons de Castelmur. L'église San Martino in Bondo a des fresques du XVIe siècle. Il existe d'autres églises réformées à Castasegna, Vicosoprano et Soglio.

### Artistes
Le val Bregaglia est devenu célèbre grâce au peintre italien Giovanni Segantini et à la famille d'artistes Giacometti de Stampa. Dans les églises de Borgonovo et Coltura, sont exposées des œuvres de l'artiste Augusto Giacometti. L'artiste Elvezia Michel-Baldini a également travaillé dans le val Bregaglia et le poète Rainer Maria Rilke a vécu à Soglio, entre autres.

### Monuments

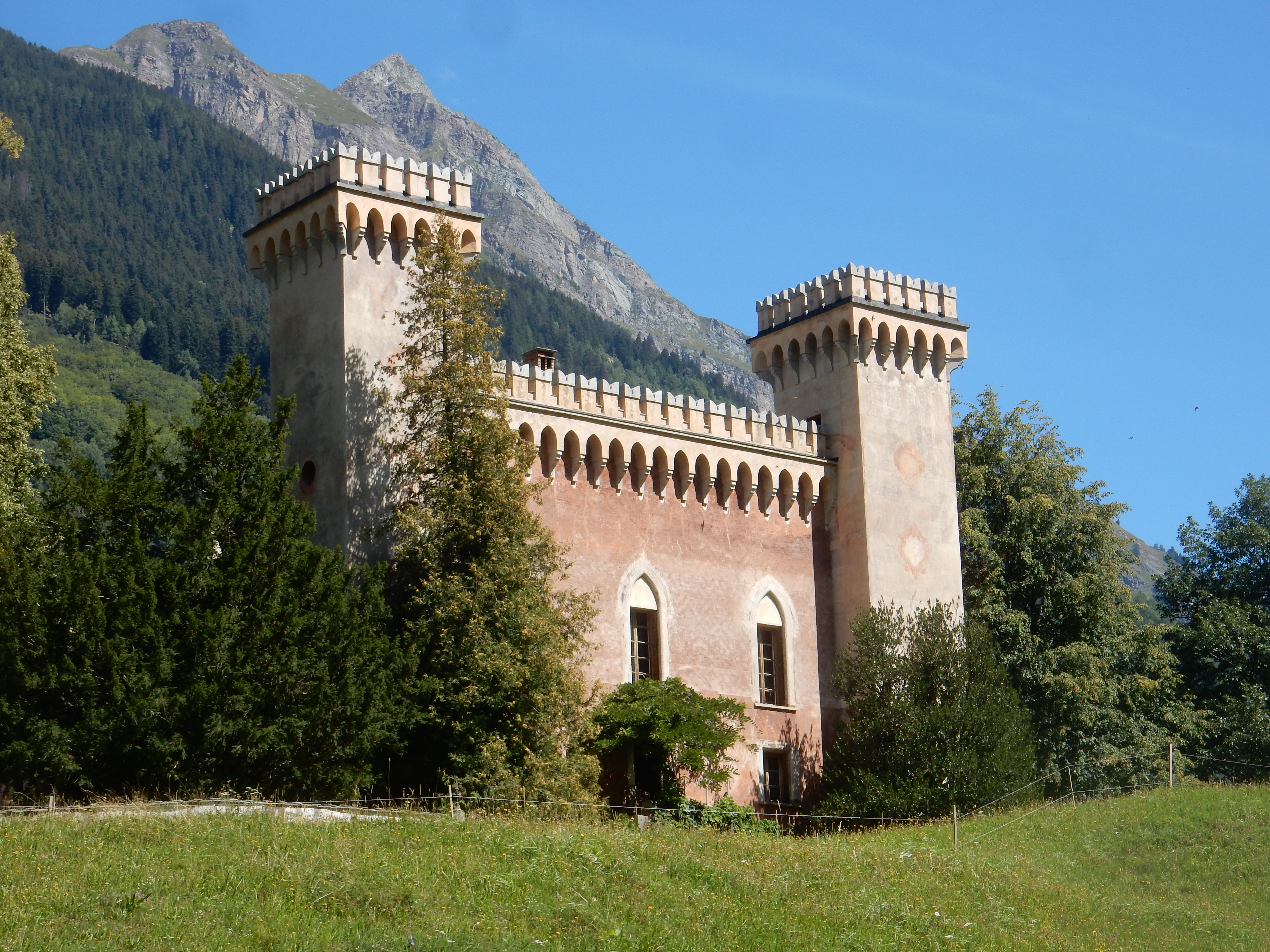
Palais Castelmur, Stampa.

Le palais Castelmur est l'un des monuments du val Bregaglia. L'édifice remonte au baron Giovanni von Castelmur, qui est issu d'une des plus anciennes familles de la vallée, mais qui acquit sa fortune comme marchand en France et son titre de noblesse là-bas également. Aujourd'hui, le palais appartient à la communauté de Stampa et est ouvert au public en tant que musée. Au dernier étage, une exposition présente l'histoire de la migration des « confiseurs » du val Bregaglia et de l'Engadine, par exemple, des migrants de Sils Maria qui ont fondé le café Josty à Berlin. Les archives historiques du val Bregaglia, conservées par la Società culturale di Bregaglia et disponibles en ligne, sont également hébergées dans le palais : de nombreuses photographies ont été numérisées.

### Musique
Le Bregaglia-Quartet a été fondé en 2004 à l'occasion des Bergell Music Days (italien : Incontro musicale Bregaglia) à Vicosoprano, par l'Université de musique de Stuttgart sous la direction artistique de Christian Sikorski.